# Zadar (imię)
Zadar – staropolskie imię męskie, złożone z członów Za- (być może tu: "jako") i -dar ("upominek, dar, ofiara"). Mogło oznaczać "tego, kto pojawił się jako dar", "tego, kto jest darem".